# Armorial de la maison de Nassau
- certaines figures sont encore dans un format bitmap et doivent être vectorisées.

Cette page donne les armoiries (figures et blasonnements) des nobles issus de la maison de Nassau.

## Comtes de Nassau
| Figure | Nom du prince et blasonnement |
|        | Dedo de Laurenbourg († 1117), comte de Laurenbourg de 1093 à 1117. D'azur semé de billettes d'or, au lion du même, armé et lampassé de gueules, brochant sur le tout. - Armes portées ensuite par : - Robert de Laurenbourg, comte de Laurenbourg de ? à 1152, - Valéran Ier de Laurenbourg en Nassau, co-comte de Nassau de 1152 à 1190, comte de Nassau de 1190 à 1198, - Henri II de Nassau, co-comte de Nassau de 1198 à 1239, comte de Nassau de 1239 à 1249. |

## Lignée Valramienne

### Comtes de Nassau-Wiesbaden-Idstein
| Figure | Nom du prince et blasonnement |
|        | Valéran II de Nassau, co-comte de Nassau de 1249 à 1255, comte de Nassau-Wiesbaden, comte de Nassau-Idstein de 1255 à 1276, D'azur, semé de billettes d'or, au lion couronné du second, armé, lampassé de gueules. - Cimier : le lion des armes, couronné de gueules, assis entre deux cornes d'azur billetées d'or.                                                                     |
|        | Adolphe de Nassau (v. 1255- 2 juillet 1298), empereur romain germanique de 1292 à 1298, comte de Nassau-Wiesbaden, comte de Nassau-Weilburg, comte de Nassau-Idstein de 1276 à 1298. D'or, à l'aigle monocéphale de sable, membrée, becquée et liée de gueules ; sur le tout d'azur, semé de billettes, au lion coiffé d'une couronne fermée, le tout d'or, armé et lampassé de gueules. |

En 1605, les possessions de Nassau-Wiesbaden-Idstein furent intégrées aux possessions de Nassau-Weilbourg-Sarrebrück.

### Comtes de Nassau-Weilburg

#### Branche aînée de Nassau-Weilburg
| Figure | Nom du prince et blasonnement |
|        | Jean Ier de Nassau-Weilburg, co-comte de Nassau-Weilburg (1355-1371), comte de Nassau-Weilburg (1309 à 1371), Parti de un coupé de 2, les deux quartiers en chef partis de deux formant ainsi sept quartiers : I d'azur, semé de croisettes d'or, au lion d'argent, armé et couronné du second (Sarrebrück) ; II de sable à l'aigle bicéphale d'argent armée et becquée d'or et lampassée de gueules (Sarrewerden) ; III d'or à la fasce de sable (Moers) ; IV de gueules à deux lions léopardés d'or armés et lampassés d'azur l'un sur l'autre (Dietz (de)) ; V de sinople au sautoir d'or cantonné de douze croisettes recroisetées du même (Merenberg) ; VI d'or à la fasce de gueules (Lahr) ; VI d'or au lion de sable armé et lampassé de gueules (Mahlberg) ; sur-le-tout d'azur, au lion couronné d'or, armé et lampassé de gueules (Nassau). |
|        | Philippe Ier de Nassau-Weilburg, co-comte de Nassau, comte de Nassau-Wiesbaden, comte de Nassau-Idstein, comte de Nassau-Sarrebrück, comte de Nassau-Neuweilnau, Écartelé : I et IV, d'azur, au lion billeté d'or (Nassau) (alias armé et lampassé de gueules) ; II et III, d'azur, semé de croisettes d'or, au lion d'argent, armé et couronné du second (Sarrebrück). Cimier : Un lion arrêté d'or, entre un vol (inachevé) ; sur une capeline d'azur semée de billettes d'or. |
|        | Jean II de Nassau-Sarrebrück (1423- 1472), comte de Nassau-Sarrebrück, Écartelé : I et IV, d'azur, au lion couronné d'or, armé et lampassé de gueules (Nassau) ; II et III, d'azur, semé de croisettes d'or, au lion d'argent, armé et couronné du second (Sarrebrück). |
|        | Guillaume de Nassau-Sarrebruck (1590- 1640), comte de Nassau-Sarrebruck, comte de Nassau-Ottweiler de 1629 à 1640, Écartelé : I, d'azur, au lion couronné d'or, armé et lampassé de gueules (Nassau) ; II, d'or à la fasce de sable (Moers) ; III de sable à l'aigle bicéphale d'argent armée et becquée d'or, et lampassée de gueules (Sarrewerden) ; IV, d'azur, semé de croisettes d'or, au lion d'argent, armé et couronné du second (Sarrebrück) ; sur-le-tout parti, 1 d'or à la fasce de gueules (Lahr) et 2 d'or au lion de sable armé et lampassé de gueules (Mahlberg). |

#### Branche cadette de Nassau-Weilburg
| Figure | Nom du prince et blasonnement |
|        | Guillaume de Nassau-Sarrebruck, comte puis prince de Nassau-Weilburg de 1590 à 1640, comte de Nassau-Sarrebruck, comte de Nassau-Ottweiler de 1629 à 1640 Blasonnement : Écartelé : I, d'azur, au lion couronné d'or, armé et lampassé de gueules (Nassau) ; II, d'or à la fasce de sable (Moers) ; III de sable à l'aigle bicéphale d'argent armée et becquée d'or, et lampassée de gueules (Sarrewerden) ; IV, d'azur, semé de croisettes d'or, au lion d'argent, armé et couronné du second (Sarrebruck) ; sur-le-tout parti, 1 d'or à la fasce de gueules (Lahr) et 2 d'or au lion de sable armé et lampassé de gueules (Mahlberg). |
|        | Jean Ernest de Nassau-Weilburg, comte puis prince de Nassau-Weilburg de 1675 à 1719, Parti de un coupé de 2, les deux quartiers en chef partis de deux formant ainsi sept quartiers : I d'azur, semé de croisettes d'or, au lion d'argent, armé et couronné du second (Sarrebrück) ; II de sable à l'aigle bicéphale d'argent armée et becquée d'or et lampassée de gueules (Sarrewerden) ; III d'or à la fasce de sable (Moers); IV de gueules à deux lions léopardés d'or armés et lampassés d'azur l'un sur l'autre (Dietz (de)) ; V de sinople au sautoir d'or cantonné de douze croisettes recroisetées du même (Merenberg) ; VI d'or à la fasce de gueules (Lahr) ; VI d'or au lion de sable armé et lampassé de gueules (Mahlberg) ; sur-le-tout d'azur, au lion couronné d'or, armé et lampassé de gueules (Nassau). |

### Princes de Nassau-Weilburg
En 1816, les princes de Nassau-Weilburg devinrent ducs de Nassau.

#### Ducs de Nassau
| Figure | Nom du prince et blasonnement |
|        | Guillaume de Nassau (1792-1839), duc de Nassau de 1816 à 1839, Parti de trois coupé de trois : I d'or au lion de sable armé et lampassé de gueules ; II de gueules à deux lions léopardés d'or armés et lampassés d'azur l'un sur l'autre (Dietz (de)) ; III, d'or à deux léopards de gueules armés et lampassé d'azur ; IV d'or au léopard lionné de gueules de gueules armé, lampassé et couronné d'azur ; V d'azur à trois maillets d'argent ; VI (en forme de sur le tout avec VII, X et XI) d'argent à la croix de gueules, VII de sable au lion d'or armé, lampassé et couronné de gueules, VIII d'or au lion de sable armé et lampassé de gueules (Mahlberg), IX de sinople au sautoir d'or cantonné de douze croisettes recroisetées du même (Merenberg) ; X de gueules au léopard lionné d'or, armé et lampassé d'azur, la queue fourché et passée en sautoir (Sayn (de)) ; XI d'argent à la croix de sable ; XII d'azur à la fasce échiquetée d'argent et de gueules accompagnée de six billettes couchées d'or, trois en chef, trois en pointe ; XIII d'argent à trois chevrons de gueules ; XIV d'argent à deux pals de sable ; XV de gueules au château couvert d'argent, maçonné et ouvert de sable, flanqué de deux tours du même ; XVI de sable à une barre d'argent chargée de trois hures du premier défendues de gueules ; sur le tout du tout d'azur semé de billettes d'or au lion couronné du même armé et lampassé de gueules. - Armes portées ensuite par : - Adolphe Ier de Luxembourg, duc de Nassau de 1839 à 1866, fils du précédent, |

##### Grands-ducs de Luxembourg
| Armoiries | Nom et blasonnement |
|           | Adolphe Ier de Luxembourg, duc de Nassau de 1839 à 1866, puis grand-duc de Luxembourg (1890-1905), Les armoiries prises à son avènement (1890) : Burelé de dix pièces d'argent et d'azur au lion de gueules à la queue fourchée et passée en sautoir, armé, lampassé et couronné d'or brochant (Luxembourg), l'épaule du lion chargé d'un écusson d'azur semé de billettes d'or au lion couronné du second armé et lampassé de gueules brochant (maison de Nassau). Écu timbré d'une couronne royale doublée à mi-hauteur d'un bonnet de pourpre et entouré du ruban et de la croix de l'ordre de la Couronne de chêne, supporté par deux lions couronnés d'or et lampassés de gueules, le tout posé sur un manteau de pourpre doublé d'hermine frangé et lié d'or. |
|           | Le Même, Les armoiries prises en 1898 : Écartelé d'azur semé de billettes d'or au lion couronné du second armé et lampassé de gueules brochant (maison de Nassau) et burelé de dix pièces d'argent et d'azur au lion de gueules à la queue fourchée et passée en sautoir, armé, lampassé et couronné d'or brochant (Luxembourg) Petites armoiries : Les mêmes, timbrées d'une couronne royale sans bonnet Moyennes armoiries : Les mêmes, timbrées comme dessus et supportées par deux lions couronnés d'or et lampassés de gueules. Grandes armoiries : Parti de trois coupé de trois, les quatre quartiers en cœur formant un écu sur-le-tout écartelé de Nassau et de Luxembourg, I d'azur semé de croisettes recroisetées au pied fiché d'argent au lion du même couronné d'or brochant (Sarrebruck), au II de sinople au sautoir d'or cantonné de douze croisettes recroisetées du même (Merenberg) ; III d'or à deux léopards de gueules armés et lampassé d'azur (Weilnau (de)) ; IV d'or à la fasce de sable (Moers) ; V d'or, au léopard lionné de gueules à la queue fourchée, passée en sautoir, armé et lampassé d'azur ; VI d'azur semé de billettes d'or au lion couronné du second armé et lampassé de gueules brochant (maison de Nassau) ; VII burelé de dix pièces d'argent et d'azur au lion de gueules à la queue fourchée et passée en sautoir, armé, lampassé et couronné d'or brochant (Luxembourg) ; VIII de sable à l'aigle bicéphale d'argent armée et becquée d'or et lampassée de gueules (Sarrewerden) ; IX de gueules à deux lions léopardés d'or armés et lampassés d'azur l'un sur l'autre (Dietz (de)) ; X (de Luxembourg) ; XI (de Nassau) ; XII d'or à la fasce de gueules (Lahr) ; XIII de gueules à la fasce d'argent (Vianden) ; XIV d'argent à trois pals de sable (Kirchberg) ; XV de gueules au léopard lionné d'or, armé et lampassé d'azur, la queue fourché et passée en sautoir (Sayn (de)) ; XVI d'or au lion de sable armé et lampassé de gueules (Mahlberg). Ecu surmonté de six casques, supporté par deux lions couronnés d'or et lampassés de gueules, la tête contournée, posé sur deux rinceaux entrelacés d'or, le tout posé sur un manteau de pourpre doublé d'hermine frangé et lié d'or et sommé d'une couronne royale doublée à mi-hauteur d'un bonnet de pourpre. - Armes portées ensuite par : - Guillaume IV de Luxembourg (1852-1912), grand-duc de Luxembourg et duc de Nassau, fils du précédent, - Marie Adélaïde de Luxembourg (1894-1924), grande-duchesse de Luxembourg et duchesse de Nassau, fille aînée du précédent, - Charlotte de Luxembourg (1896-1985), grande-duchesse de Luxembourg et duchesse de Nassau, sœur de la précédente, |

##### Maison de Bourbon-Parme,dite deNassau
| Armoiries | Nom et blasonnement |
|           | Jean de Luxembourg, grand-duc de Luxembourg (1964-2000), fils de la grande-duchesse Charlotte de Luxembourg et de Félix de Bourbon-Parme, prince de Parme, Les armoiries prises à sa majorité (1939) : Écartelé : I et IV d'azur à trois fleurs de lys d'or, brisées d'une bordure de gueules (maison de Bourbon-Espagne) ; II et III d'azur semé de billettes d'or au lion couronné du second armé et lampassé de gueules brochant (Nassau) ; sur le tout en cœur burelé de dix pièces d'argent et d'azur au lion de gueules à la queue fourchée et passée en sautoir, armé, lampassé et couronné d'or brochant (Luxembourg), l'écu timbré d'une couronne royale doublée à mi-hauteur d'un bonnet de pourpre. Les armoiries prises lors de son mariage avec la princesse Joséphine-Charlotte de Belgique (1953) : Parti, au I d'azur semé de billettes d'or au lion couronné du second armé et lampassé de gueules brochant (Nassau, le lion contourné par courtoisie) ; au II burelé de dix pièces d'argent et d'azur au lion de gueules à la queue fourchée et passée en sautoir, armé, lampassé et couronné d'or brochant (Luxembourg) ; en pointe brochant sur le parti, d'azur à trois fleurs de lys d'or, brisées d'une bordure de gueules chargée de huit coquilles d'argent (Bourbon-Parme) ; l'écu timbré d'une couronne royale doublée à mi-hauteur d'un bonnet de pourpre. À son avènement (1964), il reprend les armes de sa mère. |
|           | Henri de Luxembourg, grand-duc de Luxembourg (2000), fils du précédent, - En 2000, il prend : Écartelé I et IV burelé de dix pièces d'argent et d'azur au lion de gueules à la queue fourchée et passée en sautoir, armé, lampassé et couronné d'or brochant (Luxembourg) ; II et III d'azur semé de billettes d'or au lion couronné du second armé et lampassé de gueules brochant (maison de Nassau), dite de Luxembourg-Nassau. - Petites armoiries: Les mêmes timbrées d’une couronne royale, sans bonnet. - Moyennes armoiries: Les mêmes, timbré d’une couronne royale sans bonnet et supportées par deux lions à la tête contournée et couronnée d’or, armés et lampassés de gueules, celui de dextre ayant la queue fourchue et passée en sautoir. - Grandes armoiries: Les mêmes, chargées d'un sur-le-tout d'azur à trois fleurs de lis d'or, brisé d'une bordure de gueules à huit coquilles d'argent (Bourbon-Parme), ces armes timbrées d’une couronne royale, entourées du ruban de l'ordre de la Couronne de chêne et supportées par deux lions à la tête contournée et couronnée d’or, armés et lampassés de gueules, celui de dextre ayant la queue fourchue et passée en sautoir, chaque lion tenant un drapeau luxembourgeois frangé d’or. Le tout est posé sur un manteau de pourpre, doublé d’hermine, bordé, frangé et lié d’or et sommé d’une couronne royale, les drapeaux dépassant le manteau.                        |
|           | Guillaume de Luxembourg, grand-duc héritier de Luxembourg (2000), fils du précédent, - Armoiries concédées en 2012 : Écartelé I et IV burelé de dix pièces d'argent et d'azur au lion de gueules à la queue fourchée et passée en sautoir, armé, lampassé et couronné d'or brochant (Luxembourg) ; II et III d'azur semé de billettes d'or au lion couronné du second armé et lampassé de gueules brochant (maison de Nassau) ; le tout brisé d'un lambel d'or. - Grandes armoiries : Écartelé I et IV burelé de dix pièces d'argent et d'azur au lion de gueules à la queue fourchée et passée en sautoir, armé, lampassé et couronné d'or brochant (Luxembourg) ; II et III d'azur semé de billettes d'or au lion couronné du second armé et lampassé de gueules brochant (maison de Nassau) ; chargées en coeur d'azur à trois fleurs de lis d'or dans une bordure de gueules à huit coquilles d'argent (Bourbon-Parme) ; le tout brisé d'un lambel d'or. |

## Lignée ottonienne
| Figure | Nom du prince et blasonnement |
|        | Othon Ier de Nassau (1247 † 1290), co-comte de Nassau, comte de Nassau-Siegen, comte de Nassau-Dillenbourg, comte de Nassau-Beilstein, comte de Nassau-Ginsberg, D'azur semé de billettes d'or, au lion du même, armé et lampassé de gueules, brochant sur le tout - Cimier : deux demi-vols de sable, à la bande d'argent chargée de feuilles de tilleul d'or, liées entre elles |
|        | Othon II de Nassau (v. 1300 † 1350), comte de Nassau, de Nassau-Dillenbourg et de Nassau-Siegen, Ecartelé : I, d'azur semé de billettes d'or, au lion couronné du même, armé et lampassé de gueules (Maison de Nassau), brochant sur le tout, II d'or au léopard lionné armé, lampassé et couronné d'azur (Katzenelnbogen), III de gueules à la fasce d'argent (Vianden), IV de gueules à deux léopards d'or armés, lampassés et couronnés d'azur (Dietz (de)). - Armes portées ensuite par : - Guillaume de Nassau Le Riche ou Le Vieux (1487 † 1559), comte de Nassau-Dillenbourg, |

### Comtes de Nassau-Dillenbourg
| Armoiries | Nom et blasonnement |
|           | Engelbert II de Nassau (1451 - 1504), comte de Nassau-Dillenbourg et Vianden, puis stathouder des Provinces-Unies, Écartelé : I et IV d'azur semé de billettes d'or, au lion du même, armé et lampassé de gueules, brochant sur le tout (Nassau) ; II et III de gueules à la fasce d'argent (Vianden)., |
|           | Jean V de Nassau-Dillenbourg, comte de Nassau-Dillenbourg, Ecartelé : I et IV d'azur semé de billettes d'or, au lion du même, armé et lampassé de gueules, brochant sur le tout (Nassau) ; II et III de gueules à deux léopards d'or armés, lampassés et couronnés d'azur (Dietz (de)). Après 1504: écartelé : I et IV d'azur semé de billettes d'or, au lion du même, armé et lampassé de gueules, brochant sur le tout (Nassau) ; II et III de gueules à deux léopards d'or armés, lampassés et couronnés d'azur (Dietz (de)), sur-le-tout de gueules à la fasce d'argent (Vianden). |
|           | Henri III de Nassau-Breda, comte de Nassau, seigneur de Bréda, de Lek et de Diest, Ecartelé : I et IV d'azur semé de billettes d'or, au lion du même, armé et lampassé de gueules, brochant sur le tout (Nassau) ; II et III de gueules à la fasce d'argent (Vianden). |
|           | Guillaume de Nassau-Dillenbourg, dit "Le Riche" ou "Le Vieux", comte de Nassau-Dillenbourg, Ecartelé : I, d'azur semé de billettes d'or, au lion couronné du même, armé et lampassé de gueules (maison de Nassau), brochant sur le tout, II d'or au léopard lionné armé, lampassé et couronné d'azur (Katzenelnbogen), III de gueules à la fasce d'argent (Vianden), IV de gueules à deux léopards d'or armés, lampassés et couronnés d'azur (Dietz (de)). |

En 1623 le comté de Nassau-Dillenbourg fut érigé en principauté.

#### Maison d'Orange-Nassau
| Armoiries | Nom et blasonnement |
|           | René de Nassau, dit de Châlon, prince d'Orange et stathouder de Hollande, Zélande, du Diocèse d'Utrecht et de Gueldre, Ecartelé : I et IV de Châlon-Orange ; II et III contre-écartelé d'hermine et d'argent au lion de gueules armé et lampassé d'azur ; sur-le-tout écartelé de Nassau et Vianden. |
|           | Guillaume Ier d'Orange-Nassau, dit Le Taciturne ou Le Silencieux ou Le Jeune (1544-1584), Armes 1544-1582:Ecartelé : I d'azur, semé de billettes, au lion d'or, armé et lampassé de gueules, brochant sur le tout (maison de Nassau) ; II, d'or, au léopard lionné de gueules, armé, couronné et lampassé d'azur (Katzenelnbogen) ; III, de gueules à la fasce d'argent (Vianden) ; IV, de gueules à deux lions passant l'un sur l'autre ; sur-le-tout écartelé, aux I et IV de gueules, à la bande d'or (Châlon), et aux II et III d'or, au cor de chasse d'azur, virolé et lié de gueules (Orange) ; à l'écusson brochant sur le tout de cinq points d'or équipolés à quatre d'azur (Genève). - Armes portées ensuite par : - Philippe-Guillaume d'Orange, fils du précédent, Armes après 1582 : Ecartelé : I d'azur, semé de billettes, au lion d'or, armé et lampassé de gueules, brochant sur le tout (maison de Nassau) ; II, d'or, au léopard lionné de gueules, arméc ouronné et lampassé d'azur (Katzenelnbogen) ; III, de gueules à la fasce d'argent (Vianden) ; IV, de gueules à deux lions passant l'un sur l'autre ; sur-le-tout écartelé, aux I et IV de gueules, à la bande d'or (Châlon), et aux II et III d'or, au cor de chasse d'azur, virolé et lié de gueules (Orange) ; sur-le-tout-du-tout de cinq points d'or équipolés à quatre d'azur (Genève) ; un écusson de sable à la fasce d'argent brochant en chef (marquis de Flessingue et Veere); un écusson de gueules à la fasce bretessée et contre-bretessée d'argent brochant en pointe (Buren),. |
|           | Maurice d'Orange-Nassau, demi-frère de Philippe-Guillaume d'Orange, Écartelé : les armes de Saxe (celles de sa mere)sur-le-tout dans un ecu ec.: aux I & IV: a. d'azur, semé de billettes, au lion d'or, armé et lampassé de gueules, brochant sur le tout (maison de Nassau) ; b. d'or, au léopard lionné de gueules, arméc ouronné et lampassé d'azur (Katzenelnbogen) ; c. de gueules à la fasce d'argent (Vianden) ; d. de gueules à deux lions passant l'un sur l'autre ; sur-le-tout d'or au chev. de sable (Moers) aux II. et III. c.-ec. a. aux I et IV de gueules, à la bande d'or (Châlon), et d. aux II et III d'or, au cor de chasse d'azur, virolé et lié de gueules (Orange) ; sur-le-tout-du-tout de cinq points d'or équipolés à quatre d'azur (Genève),; |
|           | Frédéric-Henri d'Orange-Nassau, demi-frère de Maurice d'Orange-Nassau, Écartelé : I d'azur, semé de billettes, au lion d'or, armé et lampassé de gueules, brochant sur le tout (maison de Nassau) ; II, d'or, au léopard lionné de gueules, arméc ouronné et lampassé d'azur (Katzenelnbogen) ; III, de gueules à la fasce d'argent (Vianden) ; IV, de gueules à deux lions passant l'un sur l'autre ; sur-le-tout écartelé, aux I et IV de gueules, à la bande d'or (Châlon), et aux II et III d'or, au cor de chasse d'azur, virolé et lié de gueules (Orange) ; sur-le-tout-du-tout de cinq points d'or équipolés à quatre d'azur (Genève) ; un écusson de sable à la fasce d'argent brochant en chef (marquis de Flessingue et Veere); un écusson de gueules à la fasce bretessée et contre-bretessée d'argent brochant en pointe (Buren). Blason alternatif comme vu dans les images contemporaines Écartelé : I d'azur, semé de billettes, au lion d'or, armé et lampassé de gueules, brochant sur le tout (maison de Nassau) ; II, d'or, au léopard lionné de gueules, arméc ouronné et lampassé d'azur (Katzenelnbogen) ; III, de gueules à la fasce d'argent (Vianden) ; IV, de gueules à deux lions passant l'un sur l'autre ; sur-le-tout écartelé, aux I et IV de gueules, à la bande d'or (Châlon), et aux II et III d'or, au cor de chasse d'azur, virolé et lié de gueules (Orange) ; sur-le-tout-du-tout de cinq points d'or équipolés à quatre d'azur (Genève) ; d'or au chev. de sable (Moers); un écusson de gueules à la fasce bretessée et contre-bretessée d'argent brochant en pointe (Buren) - Armes portées ensuite par : - Guillaume II d'Orange-Nassau, fils du précédent, - Guillaume III d'Orange-Nassau, fils du précédent (i.e. Guillaume II). |
|           | Frédéric-Henri d'Orange-Nassau, armes personnelles avant 1625 Ecartelé : sur-le-tout les armes de maison de Coligny (celles de sa mere, Louise de Coligny, & fille de Gaspard II, amiral de France)de gueules à une aigle d'argent, couronnée, becquée et membrée d'azur de (maison de Coligny) dans un ecu ec.: aux I & IV: a. d'azur, semé de billettes, au lion d'or, armé et lampassé de gueules, brochant sur le tout (maison de Nassau) ; b. d'or, au léopard lionné de gueules, arméc ouronné et lampassé d'azur (Katzenelnbogen) ; c. de gueules à la fasce d'argent (Vianden) ; d. de gueules à deux lions passant l'un sur l'autre ; sur-le-tout d'or au chev. de sable (Moers) aux II. et III. c.-ec. a. aux I et IV de gueules, à la bande d'or (Châlon), et d. aux II et III d'or, au cor de chasse d'azur, virolé et lié de gueules (Orange) ; sur-le-tout-du-tout de cinq points d'or équipolés à quatre d'azur (Genève). |
|           | Guillaume II d'Orange-Nassau, armes personnelles avant 1648 comme comte de Buren Ecartelé : sur-le-tout les armes (Buren) un écusson de gueules à la fasce bretessée et contre-bretessée d'argent brochant en pointe dans un ecu ec.: aux I & IV: a. d'azur, semé de billettes, au lion d'or, armé et lampassé de gueules, brochant sur le tout (maison de Nassau) ; b. d'or, au léopard lionné de gueules, arméc ouronné et lampassé d'azur (Katzenelnbogen) ; c. de gueules à la fasce d'argent (Vianden) ; d. de gueules à deux lions passant l'un sur l'autre ; sur-le-tout d'or au chev. de sable (Moers) aux II. et III. c.-ec. a. aux I et IV de gueules, à la bande d'or (Châlon), et d. aux II et III d'or, au cor de chasse d'azur, virolé et lié de gueules (Orange) ; sur-le-tout-du-tout de cinq points d'or équipolés à quatre d'azur (Genève). |
|           | Marie d'York, princesse d'Orange par son mariage avec Guillaume III d'Orange-Nassau. Armoiries représentées sur la bannière lors de leur invasion de l'Angleterre en 1688 : Parti: au 1 écartelé : I d'azur, semé de billettes, au lion d'or, armé et lampassé de gueules, brochant sur le tout (maison de Nassau) ; II, d'or, au léopard lionné de gueules, arméc ouronné et lampassé d'azur (Katzenelnbogen) ; III, de gueules à la fasce d'argent (Vianden) ; IV, de gueules à deux lions passant l'un sur l'autre ; sur-le-tout écartelé, aux I et IV de gueules, à la bande d'or (Châlon), et aux II et III d'or, au cor de chasse d'azur, virolé et lié de gueules (Orange) ; sur-le-tout-du-tout de cinq points d'or équipolés à quatre d'azur (Genève) ; d'or au chev. de sable (Moers); un écusson de gueules à la fasce bretessée et contre-bretessée d'argent brochant en pointe (Buren), ; au 2 écartelé, en I et IV contre-écartelé : en 1 et 4 d'azur aux trois fleurs de lys d'or et en 2 et 3 de gueules aux trois léopards d'or ; en II d'or, au lion de gueules, au double trescheur fleuronné et contre-fleuronné du même et en III d'azur, à la harpe d'or, cordée d'argent. |

#### Lignée illégitimes d'Orange-Nassau
| Armoiries | Nom et blasonnement |
|           | Justinus de Nassau, fils illégitime de Guillaume Ier d'Orange-Nassau, dit Le Taciturne ou Le Silencieux Ecartelé : I d'azur, semé de billettes, au lion d'or, armé et lampassé de gueules, brochant sur le tout (maison de Nassau) ; II, d'or, au léopard lionné de gueules, armé, couronné et lampassé d'azur (Katzenelnbogen) ; III, de gueules à la fasce d'argent (Vianden) ; IV, de gueules à deux lions passant l'un sur l'autre ; à la bande d'argent, sur-le-tout écartelé, aux I et IV de gueules, à la bande d'or (Châlon), et aux II et III d'or, au cor de chasse d'azur, virolé et lié de gueules (Orange) ; à l'écusson brochant sur le tout de cinq points d'or équipolés à quatre d'azur (Genève). |
| Puis,     | Louis de Nassau, seigneur de Beverweerd, premier noble de province Holland, fils illégitime de Maurice d'Orange-Nassau, Écartelé : I d'azur, semé de billettes, au lion d'or, armé et lampassé de gueules, brochant sur le tout (Maison de Nassau) ; II, d'or, au léopard lionné de gueules, arméc ouronné et lampassé d'azur (Katzenelnbogen) ; III, de gueules à la fasce d'argent (Vianden) ; IV, de gueules à deux lions léopardés d'or, armés et lampassés d'azur passant l'un sur l'autre ; sur-le-tout d'argent au lion de sable, arm. et lamp. de gules (Lecq). - Armes portées ensuite par : - Henry de Nassau d'Auverquerque, voir aussi Henry Nassau, Lord Auverquerque, fils du précédent, - Henry de Nassau d'Auverquerque, fils du précédent (i.e. Henry de Nassau d'Auverquerque), 1er comte de Grantham. - et les comtes de Nassau-La Lecq de Pays-Bas (Au XIXe siècle, comme la branche aînée des Nassau ottonienne ils portaient des armes anciennes Nassau seulement.) - les comtes de Nassau-Odijk (de) des Pays-Bas |
|           | Henry de Nassau d'Auverquerque, fils de Henry de Nassau d'Auverquerque, 1er comte de Grantham (en) Écartelé : I d'azur, semé de billettes, au lion d'or, armé et lampassé de gueules, brochant sur le tout (maison de Nassau) ; II, d'or, au léopard lionné de gueules, armé couronné et lampassé d'azur (Katzenelnbogen) ; III, de gueules à la fasce d'argent (Vianden) ; IV, de gueules à deux lions léopardés d'or, armés et lampassés d'azur passant l'un sur l'autre ; sur-le-tout d'argent au lion de sable, arm. et lamp. de gules (Lecq). |
|           | Guillaume de Nassau-Zuylestein (en), comte de Rochford (en), secrétaire d'État aux Affaires du Nord de S.M. le Roi d'Angleterre, descendant d'un fils illégitime de Frédéric-Henri d'Orange-Nassau, Écartelé : I d'azur, semé de billettes, au lion d'or, armé et lampassé de gueules, brochant sur le tout (maison de Nassau) ; II, d'or, au léopard lionné de gueules, arméc ouronné et lampassé d'azur (Katzenelnbogen) ; III, de gueules à la fasce d'argent (Vianden) ; IV, de gueules à deux lions léopardés d'or, armés et lampassés d'azur passant l'un sur l'autre ; sur-le-tout de gueules à trois piliers d'argent 2 et 1, un lambel du second brochant. |

#### Roi d'Angleterre, Écosse et d'Irlande
| Armoiries | Nom et blasonnement |
|           | Guillaume III de Nassau, prince d'Orange, seigneur de Bréda, puis stathouder de Hollande et de Zélande, Stathouder d'Utrecht, Stathouder de Gueldre et d'Overijssel, puis roi consort d'Angleterre et d'Irlande, roi consort d'Écosse, puis roi d'Angleterre et d'Irlande, roi d'Écosse, Prince d'Orange, prince d'Angleterre, d'Écosse et d'Irlande (dans le droit de sa mère, Marie-Henriette d’Angleterre, princesse royale) : Ecartelé : I d'azur, semé de billettes, au lion d'or, armé et lampassé de gueules, brochant sur le tout (maison de Nassau) ; II, d'or, au léopard lionné de gueules, arméc ouronné et lampassé d'azur (Katzenelnbogen) ; III, de gueules à la fasce d'argent (Vianden) ; IV, de gueules à deux lions passant l'un sur l'autre ; sur-le-tout écartelé, aux I et IV de gueules, à la bande d'or (Châlon), et aux II et III d'or, au cor de chasse d'azur, virolé et lié de gueules (Orange) ; sur-le-tout-du-tout de cinq points d'or équipolés à quatre d'azur (Genève) ; un écusson de sable à la fasce d'argent brochant en chef ; un écusson de gueules à la fasce bretessée et contre-bretessée d'argent brochant en pointe. Blason alternatif comme vu dans les images contemporaines Écartelé : I d'azur, semé de billettes, au lion d'or, armé et lampassé de gueules, brochant sur le tout (maison de Nassau) ; II, d'or, au léopard lionné de gueules, arméc ouronné et lampassé d'azur (Katzenelnbogen) ; III, de gueules à la fasce d'argent (Vianden) ; IV, de gueules à deux lions passant l'un sur l'autre ; sur-le-tout écartelé, aux I et IV de gueules, à la bande d'or (Châlon), et aux II et III d'or, au cor de chasse d'azur, virolé et lié de gueules (Orange) ; sur-le-tout-du-tout de cinq points d'or équipolés à quatre d'azur (Genève) ; d'or au chev. de sable (Moers); un écusson de gueules à la fasce bretessée et contre-bretessée d'argent brochant en pointe (Buren) Puis, roi d'Angleterre et d'Irlande et roi d'Écosse durant le règne conjoint avec Marie II : Parti : au 1 écartelé, en I et IV contre-écartelé : en 1 et 4 d'azur aux trois fleurs de lys d'or et en 2 et 3 de gueules aux trois léopards d'or ; en II d'or, au lion de gueules, au double trescheur fleuronné et contre-fleuronné du même et en III d'azur, à la harpe d'or, cordée d'argent ; sur le tout d'azur semé de billettes d'or, un lion du second brochant, armé et lampassé de gueules (de Nassau) ; au 2 écartelé, en I et IV contre-écartelé : en 1 et 4 d'azur aux trois fleurs de lys d'or et en 2 et 3 de gueules aux trois léopards d'or ; en II d'or, au lion de gueules, au double trescheur fleuronné et contre-fleuronné du même et en III d'azur, à la harpe d'or, cordée d'argent. Puis, roi d'Angleterre et d'Irlande et roi d'Écosse seul, après le décès de sa femme : Écartelé, en I et IV contre-écartelé : en 1 et 4 d'azur aux trois fleurs de lys d'or et en 2 et 3 de gueules aux trois léopards d'or ; en II d'or, au lion de gueules, au double trescheur fleuronné et contre-fleuronné du même et en III d'azur, à la harpe d'or, cordée d'argent ; sur le tout d'azur semé de billettes d'or, un lion du second brochant, armé et lampassé de gueules (de Nassau). |

### Princes de Nassau-Dillenbourg et princes de Nassau-Siegen
En 1739 la Maison d'Orange-Nassau hérita des possessions de Nassau-Dillenbourg
| Armoiries | Nom et blasonnement |
|           | Jean VI de Nassau-Dillenbourg, comte de Nassau-Dillenbourg, de Nassau-Siegen, de Nassau-Hadamar et de Nassau-Dietz, stathouder de Frise, de Gueldre et de Zutphen, Écartelé : I, d'azur semé de billettes d'or, au lion couronné du même, armé et lampassé de gueules brochant sur le tout (maison de Nassau), II d'or au léopard lionné armé, lampassé et couronné d'azur (Katzenelnbogen), III de gueules à la fasce d'argent (Vianden), IV de gueules à deux léopards d'or armés, lampassés et couronnés d'azur (Dietz (de)) ; sur-le-tout écartelé, 1, d'argent au lion de gueules, 2, de gueules au lion d'argent armé et lampassé du premier, 3, d'or à deux lions léopardés de gueules, 4, de gueules à trois besants d'or. Après 1654 le empereur des Romains Ferdinand III a soulevé tout le maison de nassau aux princes du Saint-Empire (Reichsfürst). - Armes portées ensuite par : - Guillaume-Louis de Nassau-Dillenbourg, fils du précédent, - Jean VII de Nassau-Siegen, comte de Nassau-Siegen, fils de Jean VI - Jean VIII de Nassau-Siegen, comte de Nassau-Siegen et marquis de Monte-Caballo, fils du précédent. Il a fondé la branche catholique romaine des comtes de Nassau-Siegen - Jean-Maurice de Nassau-Siegen, dit « le Brésilien », fils de Jean VII de Nassau-Siegen Il a fondé la branche protestante des comtes de Nassau-Siegen. - Jean-François Desideratus de Nassau-Siegen, comte et prince de Nassau-Siegen, fils du Jean VIII, - Guillaume-Hyacinthe de Nassau-Siegen fils du précédent. |

### Comtes de Nassau-Beilstein
En 1561, les possessions de Nassau-Beilstein furent intégrées à la Nassau-Dillenbourg.

### Comtes de Nassau-Siegen, branche protestante
| Armoiries | Nom et blasonnement |
|           | Henri de Nassau-Siegen, comte et prince de Nassau-Siegen, neveu de Jean-Maurice de Nassau-Siegen, dit « le Brésilien » Écartelé : I, d'azur semé de billettes d'or, au lion couronné du même, armé et lampassé de gueules (maison de Nassau), brochant sur le tout, II d'or au léopard lionné armé, lampassé et couronné d'azur (Katzenelnbogen), III de gueules à la fasce d'argent (Vianden), IV de gueules à deux léopards d'or armés, lampassés et couronnés d'azur (Dietz (de)) ; sur-le-tout écartelé, 1, d'argent au lion de gueules (Limburg), 2, de gueules au lion d'argent armé et lampassé du premier (Bronckhorst), 3, d'or à deux lions léopardés de gueules (Wisch), 4, de gueules à trois besants d'or (Borculo) (par le mariage en 1646 d'Henri de Nassau-Siegen et Maria Magdalena de Limburg-Styrum la seigneurie de Wisch entré en ligne de protestants de la maison de Nassau-Siegen). |

### Comtes de Nassau-Dietz
En 1606 la Nassau-Dillenbourg fut partagée entre la Nassau-Dietz, Nassau-Siegen.
| Armoiries | Nom et blasonnement |
|           | Ernest-Casimir de Nassau-Dietz, comte de Nassau-Dietz, stathouder de Frise, stathouder de Drenthe et de Groningue, Ecartelé : I d'azur, semé de billettes, au lion d'or, armé et lampassé de gueules, brochant sur le tout (maison de Nassau) ; II, d'or, au léopard lionné de gueules, arméc ouronné et lampassé d'azur (Katzenelnbogen) ; III, de gueules à la fasce d'argent (Vianden); IV, de gueules à deux lions passant l'un sur l'autre ; V, d'argent à un cerf passant de gueules Cimier le cerf passant devant un tuyau d'argent sommé d'une queue de paon au naturel (Spiegelberg) ; VI, D'argent à la fasce de sable acc en chef de deux touffes de joncs de sinople mouv de la fasce ou de deux gerbes de sinople (anciennement ces touffes de joncs ou gerbes étaient des fagots de sable fixés chacun dans un manche du même en forme de potence le manche en bas) (Liesveld); (sur-le-tout écartelé, une croix de l'ordre Teutonique). - Armes portées ensuite par : - Henri-Casimir de Nassau-Diez (1612-1640), fils du précédent, - Guillaume-Frédéric de Nassau-Dietz (1613-1664), frère du précédent, - Henri-Casimir II de Nassau-Dietz (1657-1696), fils du précédent. |

En 1702, érigée en principauté, la lignée de Nassau-Dietz devint la maison d'Orange-Nassau.

#### Princes d'Orange-Nassau
| Armoiries | Nom et blasonnement |
|           | Jean Guillaume Friso d'Orange, prince de Nassau-Dietz, stathouder de Frise, prince d'Orange, stathouder de Groningue, Ecartelé : I d'azur, semé de billettes, au lion d'or, armé et lampassé de gueules, brochant sur le tout (maison de Nassau) ; II, d'or, au léopard lionné de gueules, arméc ouronné et lampassé d'azur (Katzenelnbogen) ; III, de gueules à la fasce d'argent (Vianden); IV, de gueules à deux lions passant l'un sur l'autre ; V, d'argent à un cerf passant de gueules Cimier le cerf passant devant un tuyau d'argent sommé d'une queue de paon au naturel (Spiegelberg) ; VI, D'argent à la fasce de sable acc en chef de deux touffes de joncs de sinople mouv de la fasce ou de deux gerbes de sinople (anciennement ces touffes de joncs ou gerbes étaient des fagots de sable fixés chacun dans un manche du même en forme de potence le manche en bas) (Liesveld); sur-le-tout écartelé, aux I et IV de gueules, à la bande d'or (Châlon), et aux II et III d'or, au cor de chasse d'azur, virolé et lié de gueules (Orange) ; sur-le-tout-du-tout de cinq points d'or équipolés à quatre d'azur (Genève) ; d'or au chev. de sable (Moers); un écusson de gueules à la fasce bretessée et contre-bretessée d'argent brochant en pointe (Bréda) - Armes portées ensuite par : - Guillaume IV d'Orange-Nassau, prince de Nassau-Dietz, prince d'Orange-Nassau, fils du précédent, |
|           | Guillaume IV d'Orange-Nassau, prince de Nassau-Dietz, prince d'Orange-Nassau, stathouder de Frise, stathouder de Groningue, stathouder de Gueldre et de Drenthe, stathouder de Hollande, stathouder de Zélande, stathouder d'Overijssel, stathouder d'Utrecht, stathouder des Provinces-Unies de 1747 à 1751, Ecartelé : I d'azur, semé de billettes, au lion d'or, armé et lampassé de gueules, brochant sur le tout (maison de Nassau) ; II, d'or, au léopard lionné de gueules, arméc ouronné et lampassé d'azur (Katzenellenbogen) ; III, de gueules à la fasce d'argent (Vianden) ; IV, de gueules à deux lions passant l'un sur l'autre ; sur-le-tout écartelé, aux I et IV de gueules, à la bande d'or (Châlon), et aux II et III d'or, au cor de chasse d'azur, virolé et lié de gueules (Orange) ; sur-le-tout-du-tout de cinq points d'or équipolés à quatre d'azur (Genève) ; un écusson de sable à la fasce d'argent brochant en chef (Flessingue & Veere) ; un écusson de gueules à la fasce bretessée et contre-bretessée d'argent brochant en pointe (Bréda). Puis anciennes armes des États-généraux (en), De gueules, au lion d'or couronné du même, tenant dans sa patte dextre un faisceau de sept flèches d'argent, pointées et empennées d'or, et dans sa patte sénestre, une épée d'argent, garnie d'or. - Armes portées ensuite par : - Guillaume V d'Orange-Nassau, prince de Nassau-Dietz, prince d'Orange-Nassau, stathouder des Provinces-Unies de 1747 à 1751, fils du précédent, |
| [ 4 ]     | Guillaume VI d'Orange-Nassau, prince de Nassau-Dietz, prince d'Orange-Nassau, stathouder de Frise, stahouder de Groningue, stathouder de Gueldre et de Drenthe, stathouder de Hollande, stathouder de Zélande, stathouder d'Overijssel, stathouder d'Utrecht, stathouder des Provinces-Unies de 1747 à 1751, après 1815 roi des Pays-Bas. Écartelé : I d'azur, semé de billettes, au lion d'or, armé et lampassé de gueules, brochant sur le tout (maison de Nassau) ; II, d'or, au léopard lionné de gueules, arméc ouronné et lampassé d'azur (Katzenellenbogen) ; III, de gueules à la fasce d'argent (Vianden) ; IV, de gueules à deux lions passant l'un sur l'autre ; sur-le-tout écartelé, aux I et IV de gueules, à la bande d'or (Châlon), et aux II et III d'or, au cor de chasse d'azur, virolé et lié de gueules (Orange) ; sur-le-tout-du-tout de cinq points d'or équipolés à quatre d'azur (Genève) ; un écusson de sable à la fasce d'argent brochant en chef ; un écusson de gueules à la fasce bretessée et contre-bretessée d'argent brochant en pointe. Puis les arms de principauté de Nassau-Orange-Fulde (1803-1813), Puis les armoiries des Pays-Bas de 1813 à 1815, Écartelé : les armes de Nassau sur-le-tout dans un ecu ec.: aux I & IV: les anciennes armes des États-généraux (en), De gueules, au lion d'or couronné du même, tenant dans sa patte dextre un faisceau de sept flèches d'argent, pointées et empennées d'or, et dans sa patte sénestre, une épée d'argent, garnie d'or. aux II et III Écartelé I et IV de gueules, à la bande d'or (Châlon), et aux II et III d'or, au cor de chasse d'azur, virolé et lié de gueules (Orange) ; sur-le-tout-du-tout de cinq points d'or équipolés à quatre d'azur (Genève) |

En 1814, le congrès de Vienne accorda la principauté ottonienne de Nassau à la lignée valmérienne (Nassau-Weilbourg). En compensation, il fut accordé aux princes d'Orange-Nassau le royaume des Pays-Bas.

##### Souverains des Pays-Bas(maison d'Orange-Nassau)
| Armoiries | Nom et blasonnement |
|           | Guillaume Ier des Pays-Bas (1772 - 1843), prince d'Orange, stathouder des Provinces-Unies, puis roi des Pays-Bas, duc puis, grand-duc de Luxembourg, D'azur, semé de billettes, au lion coiffé d'une couronne fermée, le tout d'or, armé et lampassé de gueules, tenant dans sa patte dextre un faisceau de sept flèches d'argent, pointées et empennées d'or, et dans sa patte sénestre, une épée d'argent, garnie d'or, brochant sur le tout (armoiries des Pays-Bas),. - Armes portées ensuite par : - Guillaume II (1792-1849), fils du précédent, - Guillaume III (1817-1890), fils du précédent, - Wilhelmine (1880-1962), fille du précédent, |
|           | Wilhelmine de Prusse (1774-1837), reine des Pays-Bas par son mariage avec Guillaume Ier Deux écus accolés, le premier d'azur, semé de billettes, au lion coiffé d'une couronne fermée, le tout d'or, armé et lampassé de gueules, tenant dans sa patte dextre un faisceau de sept flèches d'argent, pointées et empennées d'or, et dans sa patte sénestre, une épée d'argent, garnie d'or, brochant sur le tout (armoiries des Pays-Bas) ; le second d'argent, à l'aigle de sable couronnée, armée, membrée et liée d'or, tenant un sceptre et une orbe d'or (de Prusse). |
|           | Le prince d'Orange, prince héritier des Pays-Bas, au XIXe siècle Écartelé: aux I & IV: d'azur, semé de billettes, au lion coiffé d'une couronne fermée, le tout d'or, armé et lampassé de gueules, tenant dans sa patte dextre un faisceau de sept flèches d'argent, pointées et empennées d'or, et dans sa patte sénestre, une épée d'argent, garnie d'or, brochant sur le tout (Pays-Bas), aux II & III: c.-ec. a. aux I et IV de gueules, à la bande d'or (Châlon), et d. aux II et III d'or, au cor de chasse d'azur, virolé et lié de gueules (Orange) ; sur-le-tout-du-tout de cinq points d'or équipolés à quatre d'azur (Genève),. - Armes portées par : - Guillaume II (1792-1849), fils du précédent, - Guillaume III (1817-1890), fils du précédent, - Guillaume des Pays-Bas (1840-1879), fils du précédent, - Alexandre des Pays-Bas (1851-1884), frere du précédent, |
|           | Le prince héritier d'Orange, fils aîné du prince d'Orange : Écartelé: aux I & IV: d'azur, semé de billettes, au lion coiffé d'une couronne fermée, le tout d'or, armé et lampassé de gueules, tenant dans sa patte dextre un faisceau de sept flèches d'argent, pointées et empennées d'or, et dans sa patte sénestre, une épée d'argent, garnie d'or, brochant sur le tout (Pays-Bas), aux II & III: c.-ec. a. aux I et IV de gueules, à la bande d'or (Châlon), et d. aux II et III d'or, au cor de chasse d'azur, virolé et lié de gueules (Orange) ; sur-le-tout-du-tout de cinq points d'or équipolés à quatre d'azur (Genève); le tout brisé d'un lambel de gueules,. - Armes portées par : - Guillaume III (1817-1890), fils du précédent, - Guillaume des Pays-Bas (1840-1879), fils du précédent. |
|           | Frédéric (1797 - 1881), prince des Pays Bas D'azur, semé de billettes, au lion coiffé d'une couronne fermée, le tout d'or, armé et lampassé de gueules, tenant dans sa patte dextre un faisceau de sept flèches d'argent, pointées et empennées d'or, et dans sa patte sénestre, une épée d'argent, garnie d'or, brochant sur le tout le tout brisé d'un lambel de gueules chargé d'une flèche d'or., |
|           | Marianne (1810 - 1883), princesse des Pays-Bas, princesse de Prusse D'azur, semé de billettes, au lion coiffé d'une couronne fermée, le tout d'or, armé et lampassé de gueules, tenant dans sa patte dextre un faisceau de sept flèches d'argent, pointées et empennées d'or, et dans sa patte sénestre, une épée d'argent, garnie d'or, brochant sur le tout le tout brisé d'un lambel de gueules chargé d'une Couronne fermée d'or. |
|           | Anna Pavlovna (1795 - 1865), grand duchesse de Russie, reine des Pays-Bas par son mariage avec Guillaume II Deux écus accolés, le premier d'azur, semé de billettes, au lion coiffé d'une couronne fermée, le tout d'or, armé et lampassé de gueules, tenant dans sa patte dextre un faisceau de sept flèches d'argent, pointées et empennées d'or, et dans sa patte sénestre, une épée d'argent, garnie d'or, brochant sur le tout (armoiries des Pays-Bas) ; le second d'or à l'aigle bicéphale de sable, couronnée, tenant un globe et un sceptre, sous une couronne, le tout au naturel (Russie), chargée sur la poitrine d'un écu de gueules au saint Georges terrassant le dragon aussi au naturel (Moscovie). |
|           | Louise (1828† 1871), princesse des Pays-Bas, reine de Suède et reine de Norvège (8 juillet 1859 - 18 septembre 1872). - Comme duchesse de Scanie (1850) parti en 1 d'or à la tête de griffon de gueules couronnée d'or (Scanie) et en 2 d'azur, semé de billettes, au lion coiffé d'une couronne fermée, le tout d'or, armé et lampassé de gueules, tenant dans sa patte senestre un faisceau de sept flèches d'argent, pointées et empennées d'or, et dans sa patte dextre, une épée d'argent, garnie d'or, brochant sur le tout. - Comme reine de Suède et Norvège (1859) parti, au 1 coupé d'or, cantonné en chef d'azur, à trois couronnes d'or (de Suède moderne) et d'azur, à trois barres ondées d'argent, au lion couronné d'or, brochant sur le tout (de Suède ancien), en 2 de gueules, au lion couronné d'or, tenant dans ses pattes une hache danoise d'argent, emmanchée du second (de Norvège ancien) à la demi-croix de Saint-Eric, sur-le-tout d'azur, semé de billettes, au lion coiffé d'une couronne fermée, le tout d'or, armé et lampassé de gueules, tenant dans sa patte senestre un faisceau de sept flèches d'argent, pointées et empennées d'or, et dans sa patte dextre, une épée d'argent, garnie d'or, brochant sur le tout,. |
|           | Sophie (1818 - 1877), princesse de Wurtemberg, reine des Pays-Bas par son mariage avec Guillaume III (1849) Deux écus accolés, le premier d'azur, semé de billettes, au lion coiffé d'une couronne fermée, le tout d'or, armé et lampassé de gueules, tenant dans sa patte dextre un faisceau de sept flèches d'argent, pointées et empennées d'or, et dans sa patte sénestre, une épée d'argent, garnie d'or, brochant sur le tout (armoiries des Pays-Bas) ; le second parti, au 1 d'or à trois ramures de cerf de sable (Wurtemberg) ; au 2 d'or à trois lions léopardés de sable (de Souabe). |
|           | Emma (1854 - 1934), princesse de Waldeck-et-Pyrmont, reine des Pays-Bas par son mariage avec Guillaume III (1879) Deux écus accolés, le premier d'azur, semé de billettes, au lion coiffé d'une couronne fermée, le tout d'or, armé et lampassé de gueules, tenant dans sa patte dextre un faisceau de sept flèches d'argent, pointées et empennées d'or, et dans sa patte sénestre, une épée d'argent, garnie d'or, brochant sur le tout (armoiries des Pays-Bas) ; le second parti de deux, coupé de deux, aux 1 et 9 d'argent à la croix ancrée de gueules (Pyrmont) ; aux 2 et 8 d'argent à trois écussons de gueules (Rappolstein) ; aux 3 et 7 d'argent à trois têtes de corbeau de sable, languées et couronnées d'or (Hohenach) ; au 4 d'azur au lion d'argent, armé et couronné d'or (Tonna) ; au 5, en forme de sur-le-tout, d'or à l'étoile à huit rais de sable (Waldeck) ; au 6, d'argent semé de billettes d'azur, au lion de gueules couronné d'or (Geroldseck). |
|           | Wilhelmine (1880-1962), reine des Pays-Bas, En 1907, Wilhelmine des Pays-Bas simplifie les armes : D'azur, semé de billettes, au lion coiffé d'une couronne ouverte, le tout d'or, armé et lampassé de gueules, tenant dans sa patte dextre un faisceau de sept flèches d'argent, pointées et empennées d'or, et dans sa patte sénestre, une épée d'argent, garnie d'or, brochant sur le tout (armoiries des Pays-Bas),. - Armes portées ensuite par : - Wilhelmine, reine (1890-1948) - Juliana, reine (1948-1980) - Beatrix, reine (1980-2013) - Guillaume-Alexandre, roi (2013 -) |
|           | Henri (1876 - 1934), prince consort des Pays-Bas Écartelé au 1 : les armes de Pays-Bas: d'azur, semé de billettes, au lion coiffé d'une couronne fermée, le tout d'or, armé et lampassé de gueules, tenant dans sa patte dextre un faisceau de sept flèches d'argent, pointées et empennées d'or, et dans sa patte sénestre, une épée d'argent, garnie d'or, brochant sur le tout, et 2 d'or, au rencontre de taureau de sable, languée de gueules dentée, accornée et allumée d'argent et couronnée du champ, et 3 une coupe gules et or, et 4 d'azur, au griffon d'or. |

##### Maison de Mecklembourg-Schwerin,dited'Orange-Nassau
| Armoiries | Nom et blasonnement |
|           | Juliana, Reine des Pays-Bas (1948 - 1980), princesse d'Orange Nassau, duchesse de Mecklembourg-Schwerin, comtesse de Nassau. - Princesse héritière : écartelées d'azur billeté d'or, au lion couronné d'or, armé et lampassé de gueules, tenant à dextre un faisceau de sept flèches d'argent pointées et liées d'or, et à senestre d'une épée d'argent garnie d'or brochant (Pays-Bas) et d'or au cornet d'azur enguiché et virolé d'argent et lié de gueules (Orange), sur le tout d'or au rencontre de bœuf au cou tranché de sable, corné d'argent, langué de gueules et couronné d'or (Mecklembourg). - Devenue reine (1948-1980) : D'azur, semé de billettes, au lion couronné d'or, armé et lampassé de gueules, tenant dans sa patte dextre un faisceau de sept flèches d'argent, pointées et empennées d'or, et dans sa patte sénestre, une épée d'argent, garnie d'or, brochant sur le tout. - Après son abdication (1980), elle reprend ses armes de princesse. |
|           | Bernhard (1911 - 2004), prince de Lippe-Biesterfeld, prince consort des Pays-Bas de 1948 à 1980 écartelées au 1 et 4: d'azur billeté d'or, au lion couronné d'or, armé et lampassé de gueules, tenant à dextre un faisceau de sept flèches d'argent pointées et liées d'or, et à senestre d'une épée d'argent garnie d'or brochant (Pays-Bas), au 2 à la rose de gueules, boutonnée et barbée d'or (Lippe), au 3 le De gueules, à une étoile (8) d'or, surmontée d'une hirondelle (alias une pie) au naturel (Schwalenberg). |

##### Maison de Lippe-Biesterfeld,dited'Orange-Nassau
| Armoiries | Nom et blasonnement |
|           | Beatrix, reine des Pays-Bas (1980-2013), princesse d'Orange-Nassau, princesse de Lippe-Biesterfeld - Princesse héritière : écartelées d'azur billeté d'or, au lion couronné d'or, armé et lampassé de gueules, tenant à dextre un faisceau de sept flèches d'argent pointées et liées d'or, et à senestre d'une épée d'argent garnie d'or brochant (Pays-Bas) et d'or au cornet d'azur enguiché et virolé d'argent et lié de gueules (Orange), sur le tout d'argent à la rose de gueules, boutonnée et barbée d'or (Lippe). - Devenue reine (1980-2013) : D'azur, semé de billettes, au lion couronné d'or, armé et lampassé de gueules, tenant dans sa patte dextre un faisceau de sept flèches d'argent, pointées et empennées d'or, et dans sa patte sénestre, une épée d'argent, garnie d'or, brochant sur le tout. - Après son abdication (2013), elle reprend ses armes de princesse. |
|           | Claus (1926 - 2002), Jonkheer d'Amsberg, prince consort des Pays-Bas écartelées d'azur billeté d'or, au lion couronné d'or, armé et lampassé de gueules, tenant à dextre un faisceau de sept flèches d'argent pointées et liées d'or, et à senestre d'une épée d'argent garnie d'or brochant (Pays-Bas) et de sinople au château d'argent sur une montagne d'or (Amsberg). |
|           | Irène, Margriet et Christina, princesses des Pays-Bas, princesses d'Orange-Nassau, princesses de Lippe-Biesterfeld. écartelées d'azur billeté d'or, au lion couronné d'or, armé et lampassé de gueules, tenant à dextre un faisceau de sept flèches d'argent pointées et liées d'or, et à senestre d'une épée d'argent garnie d'or brochant (Pays-Bas) et d'or au cornet d'azur enguiché et virolé d'argent et lié de gueules (Orange), sur le tout d'argent à la rose de gueules, boutonnée et barbée d'or (Lippe). |
|           | Maurits, Bernhard et Pieter-Christian, princes des Pays-Bas, princes d'Orange-Nassau, princes de Lippe-Biesterfeld, fils de la princesse Margriet et de Pieter van Vollenhoven écartelées d'azur billeté d'or, au lion couronné d'or, armé et lampassé de gueules, tenant à dextre un faisceau de sept flèches d'argent pointées et liées d'or, et à senestre d'une épée d'argent garnie d'or brochant (Pays-Bas) et d'or au cornet d'azur enguiché et virolé d'argent et lié de gueules (Orange), sur le tout de Vollenhoven. |

##### Maison d'Amsberg,dited'Orange-Nassau
| Armoiries | Nom et blasonnement |
|           | Willem-Alexander, roi des Pays-Bas (2013), prince d'Orange-Nassau, jonkheer (écuyer) d'Amsberg - Prince héritièer : écartelées d'azur billeté d'or, au lion couronné d'or, armé et lampassé de gueules, tenant à dextre un faisceau de sept flèches d'argent pointées et liées d'or, et à senestre d'une épée d'argent garnie d'or brochant (Pays-Bas) et d'or au cornet d'azur enguiché et virolé d'argent et lié de gueules (Orange), sur le tout de sinople au château d'argent sur une montagne d'or (Amsberg). - Devenue roi (2013) : D'azur, semé de billettes, au lion couronné d'or, armé et lampassé de gueules, tenant dans sa patte dextre un faisceau de sept flèches d'argent, pointées et empennées d'or, et dans sa patte sénestre, une épée d'argent, garnie d'or, brochant sur le tout.                                                                     |
|           | Maxima, reine des Pays-Bas par son mariage avec Willem-Alexander écartelées d'azur billeté d'or, au lion couronné d'or, armé et lampassé de gueules, tenant à dextre un faisceau de sept flèches d'argent pointées et liées d'or, et à senestre d'une épée d'argent garnie d'or brochant (Pays-Bas) et d'or au cornet d'azur enguiché et virolé d'argent et lié de gueules (Orange), sur le tout d'or au château de gueules avec trois tours sur terrasse ondée d'azur avec deux cyprès de sinople et deux loups de sable affrontés passant devant les cyprès (Zorreguieta). - Conformément à la tradition néerlandaise, elle porte ses armes sur un écu ovale de femme mariée. |
|           | Catherine-Amalia, princesse d'Orange (2003-), Alexia et Ariane, princesses des Pays-Bas, princesses d'Orange-Nassau, Jonkvrouw d'Amsberg, écartelées d'azur billeté d'or, au lion couronné d'or, armé et lampassé de gueules, tenant à dextre un faisceau de sept flèches d'argent pointées et liées d'or, et à senestre d'une épée d'argent garnie d'or brochant (Pays-Bas) et d'or au cornet d'azur enguiché et virolé d'argent et lié de gueules (Orange), sur le tout d'or au château de gueules avec trois tours sur terrasse ondée d'azur avec deux cyprès de sinople et deux loups de sable affrontés passant devant les cyprès (Zorreguieta). |
|           | Friso (avant 2005) et Constantin, princes des Pays-Bas, princes d'Orange-Nassau, Jonkheere d'Amsberg, écartelées d'azur billeté d'or, au lion couronné d'or, armé et lampassé de gueules, tenant à dextre un faisceau de sept flèches d'argent pointées et liées d'or, et à senestre d'une épée d'argent garnie d'or brochant (Pays-Bas) et d'or au cornet d'azur enguiché et virolé d'argent et lié de gueules (Orange), sur le tout de sinople au château d'argent sur une montagne d'or (Amsberg). |
|           | Laurentien Brinkhorst (1966-), princesse des Pays-Bas, femme du Prince Constantijn Deux écus accolés, le premier écartelées d'azur billeté d'or, au lion couronné d'or, armé et lampassé de gueules, tenant à dextre un faisceau de sept flèches d'argent pointées et liées d'or, et à senestre d'une épée d'argent garnie d'or brochant (Pays-Bas) et d'or au cornet d'azur enguiché et virolé d'argent et lié de gueules (Orange), sur le tout de sinople au château d'argent sur une montagne d'or (Amsberg) ; le second coupé d'or à trois losanges de sable et d'azur (Brinkhorst). |
|           | Les comtes et comtesses d'Orange-Nassau d'Amsberg : écartelées d'azur billeté d'or, au lion d'or, armé et lampassé de gueules (Nassau) et d'or au cornet d'azur enguiché et virolé d'argent et lié de gueules (Orange), sur le tout de sinople au château d'argent sur une montagne d'or (Amsberg). Armes portées par : - Friso (après 2005), prince d'Orange-Nassau, jonkheer d'Amsberg, - Emma Luana Ninette Sophie, comtesse d'Orange-Nassau, jonkvrouw d'Amsberg (2005-), - Joanna Zaria Nicoline Milou, comtesse d'Orange-Nassau, jonkvrouw d'Amsberg (2006-). - les enfants du Prince Constantĳn: - Eloise Sophie Beatrix Laurence, comtesse d'Orange-Nassau, jonkvrouw d'Amsberg, (2002-), - Claus-Casimir Bernhard Marius, comte d'Orange-Nassau, jonkheer d'Amsberg, (2004-), - Leonore Marie Irene Enrica, comtesse d'Orange-Nassau, jonkvrouw d'Amsberg, (2006-). |